# Cryptanura nitidiuscula
Cryptanura nitidiuscula är en stekelart som först beskrevs av Cameron 1886.  Cryptanura nitidiuscula ingår i släktet Cryptanura och familjen brokparasitsteklar. Inga underarter finns listade i Catalogue of Life.